# Державна печатка Коморських Островів
Державна печатка Коморських Островів — один з офіційних символів Коморських Островів. У центрі печатки розміщений півмісяць, як на прапорі держави. На цьому півмісяці розташовані чотири зірки, які символізують чотири острови країни. Трохи вище півмісяця розташоване сонце. Довкола центру написана назва держави на французькій та арабській мовах. По периметру розташовані дві оливкові гілки, а внизу написаний національний девіз: «Єдність, Правосуддя, Прогрес» (фр. Unité - Justice - Progrès).